# الشيخ عبد الرحيم (كاتب بنغالي)
الشيخ عبد الرحيم (1859 – 14 يوليو 1931) كان كاتبًا وصحفيًا بنغاليًا.

## الحياة المبكرة
وُلِد الشيخ عبد الرحيم في عائلة مسلمة من الشيوخ البنغاليين عام 1859 في محمدبور، في بصيرهات، مقاطعة 24 في الهند البريطانية آنذاك. كان والده منشي الشيخ غلام يحيى. توفيت والدته في سن مبكرة، فتولى تربيته بعد ذلك رادهاماداف باسو. كان باسو هو حاكم تكي ونائب القاضي. درس عبد الرحيم في مدرسة في تاكي وذهب إلى المدرسة الثانوية في كلكاتا. لم يتمكن من إكمال تعليمه نتيجة إصابته بالجدري.

## الحياة المهنية
كان عبد الرحيم على دراية تامة بثروة وتاريخ المجتمع المسلم البنغالي. قام بتحرير سودهاكار عام 1889 وإسلام براتشراك عام 1891. واصل أيضًا العمل لدى ميهير، وسودهاكار، ومسلم بهارات، ومسلم هيتايسي حافظ، وإسلام دارشان. كان عضوًا في جمعية الأدب المسلم البنغالي، ولجنة الكتب المدرسية المركزية في كلكتا، واتحاد كلكتا الإسلامي، مجلس الأدب البنغالي. كان فاحصًا لقبول اللغة البنغالية في جامعة كلكتا.

### فهرس
- حضرة محمد جيبون تشوريتو أو دارمانيتي (1887)
- الإسلام إتيبريتو (1910)
- إسلام نيتي-1 (1925)
- إسلام نيتي-2 (1927)
- القرآن يا حديث أوبودشابولي (1926)
- ناماجتوتو با ناماج بيشويوك جوكتيمالا (1898)
- حاجبدهي (1903)
- روجاتوتو (1928)
- خطبة (1932)
- إسلامر توتو

## الوفاة
توفي عبد الرحيم في 14 تموز 1931 م في قريته.